# سيتي بارك بودابست
سيتي بارك (حديقة المدينة) ( (بالمجرية: Városliget)‏ . (بالألمانية: Stadtwäldchen)‏ ) هي حديقة عامة قريبة من وسط بودابست ، المجر . وهي مستطيلة الشكل بأضلاع 1400متر و 970 متر بمساحة 1.22كم2 ،  تقع في الحي الرابع عشر في بودابست ‏ ، بين الطريق الدائري الهنغاري وطريق أتوجسي دورر و شارع فاجاني وطريق دوزا جيورجي . مدخلها الرئيسي يقع في ميدان الأبطال ( Hősök tere ) ، أحد مواقع التراث العالمي في المجر .
|  | 1. – مطعم غوندال 2. – حديقة حيوان بودابست والحديقة النباتية 3. – سيرك البلدية الكبير 4. – مدينة الملاهي (سابقا) 5. – حمامات سزيتشينيي 6. – قلعة فاجدونيايد 7. – قاعة بيتفي (Petőfi Csarnok) 8. – متحف المواصلات بودابست 9. – ميدان الأبطال 10. – متحف الفنون الجميلة 11. – قصر الفنون |

## اسم
كانت المنطقة تسمى سابقًا ايكور-ديلوو (Ökör-dűlő) . يأتي أول ذكر للاسم من عام 1241 في صياغة القديمة Ukurföld. في القرن الثامن عشر، كانت المنطقة تسمى أخسينريد Ochsenried باللغة الألمانية. حوالي عام 1800 تم تغيير الاسم الرسمي إلى غابة باثيانيي (Batthyány-erdő) بعد استإجارها من عائلة باثيانيي (Batthyány) . تم زرع أول الأشجار وانشاء ممرات المشاة في عام 1751 وبعد إنشاء الحديقة العامة في العقود الأولى من القرن التاسع عشر، كان اسم غابة المدينة الصغيرة (Városliget) . وأصبحت واحدة من الحدائق العامة الأولى في العالم.

## التاريخ
كان سيتي بارك المكان الرئيسي لاحتفالات الألفية عام 1896 في المجر، حيث تم بناء شارع أندراسي و ميترو بودابست ‏ بالإضافة لما يسمى الجادة الرئيسية في مدينة بودابست .

## الرياضة
استضافت الحديقة أحداث رياضة السيارات في الخمسينيات.

## المعالم السياحية الرئيسية
تشمل سيتي بارك (حديقة المدينة) المعالم السياحية التالية:

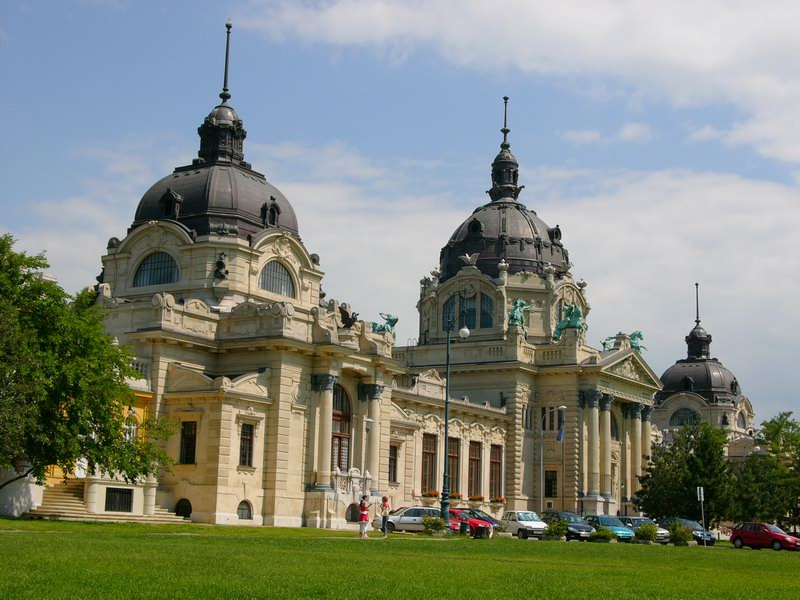
حمامات سزيتشينيي

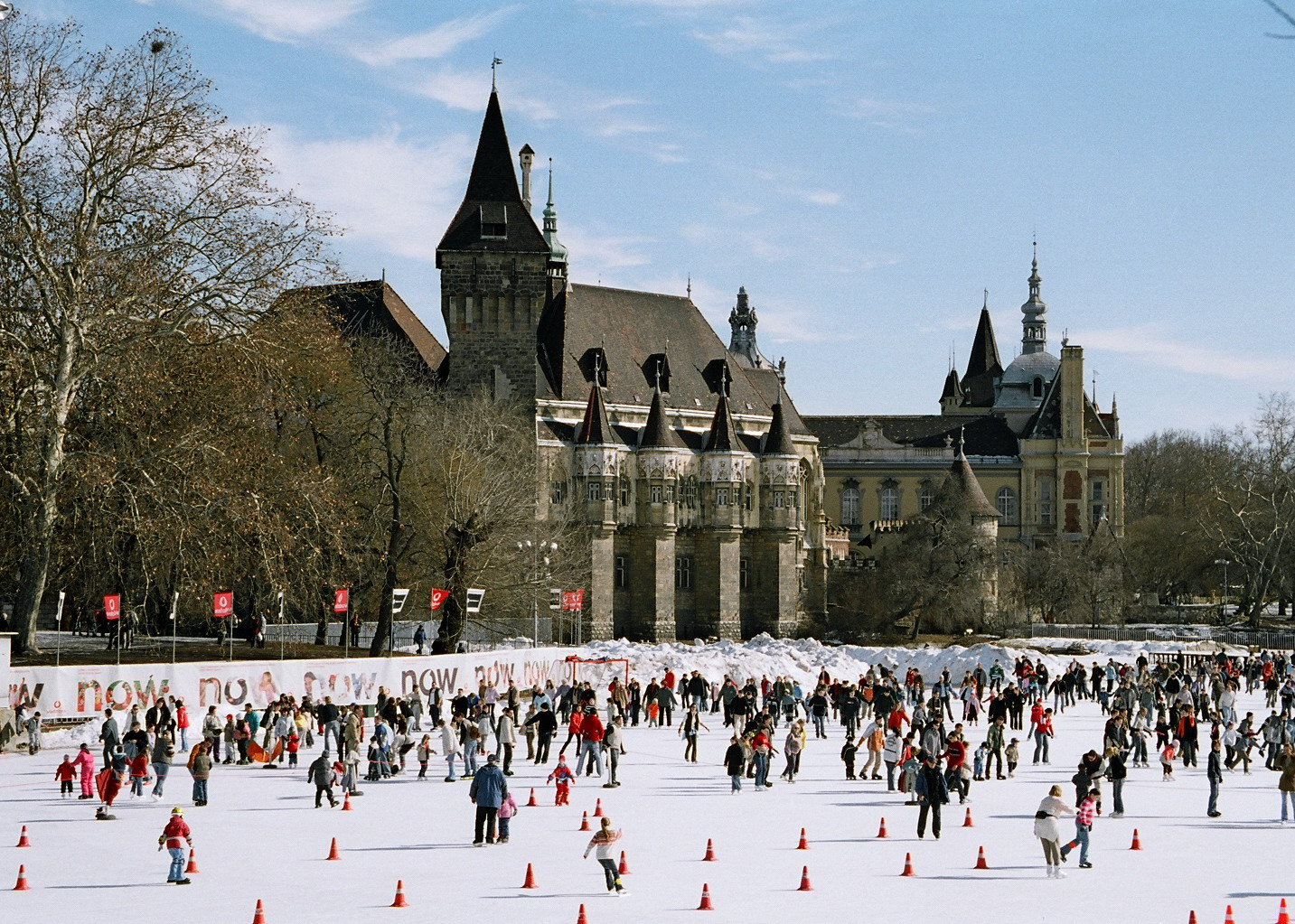
منطقة التزلج على الجليد في الحديقة و في الخلفية قلعة فاجدونيايد

- قلعة فاجدونيايد ، افتتحت في عام 1896
- حمام سزيتشينيي المعدني.
- حديقة حيوان بودابست.
- سيرك البلدية، افتتح في عام 1891
- مطعم غوندال افتتح عام 1894
- مبنى سيرك بودابست [3]

## وصلات خارجية
- بودابست الصفحة على Városliget